# Vochysia tabascana
Vochysia tabascana là một loài thực vật có hoa trong họ Vochysiaceae. Loài này được Sprague miêu tả khoa học đầu tiên năm 1922.